# Pustý potok
Der Pustý potok (deutsch Schöllbich) ist ein linker Nebenfluss der Smědá (Wittig) in Tschechien. 

## Verlauf
Der Pustý potok entspringt nördlich von Filipka am Nordosthang des Stržový vrch (Grubberg, 704 m) unterhalb der Lysé skály (Kahlsteine, 620 m) im Isergebirge und fließt am westlichen Fuße des Kopřivník (Nesselberg) nach Norden.
Der Unterlauf des Pustý potok führt ins Isergebirgsvorland. Der Bach fließt westlich an der Siedlung U Dvora (Meierhofhäuser) vorbei; gegen Westen befand sich früher am Hügel Podlesí (446 m) die Einschicht Wüstegut (Pustý statek), von der sich der heutige Name des Baches ableitet. Am nordwestlichen Ortsausgang von Raspenava wird der Bach zugleich von der Straße III/290 nach Frýdlant und der Bahnstrecke Liberec–Zawidów überbrückt. Nach fünf Kilometern mündet der Pustý potok in Raspenava in die Smědá.
Zwischen 2012 und 2014 wurde am Pustý potok ein Regenrückhaltebecken errichtet.

## Loupežnická jeskyně
Rechtsseitig über dem Tal des Pustý potok befindet sich am Kopřivník die Loupežnická jeskyně (Räuberhöhle). Sie diente im 15. Jahrhundert dem Straßenräuber Peter Vorbach, der am Hemmrich (Oldřichovské sedlo) sein Unwesen trieb, als Schlupfwinkel.